# Shigeru Morioka
Shigeru Morioka (født 12. april 1973) er en japansk fodboldspiller. Han var en del af den japanske trup ved Sommer-OL 1996.